# ムハマド・ハイカル
ムハマド・ハイカル・ナズリ（英語: Muhammad Haikal Nazri、2002年12月26日 - ）は、マレーシアの男子バドミントン選手。

## 経歴
同い年のジュナイディ・アリフとペアを組み、BWF世界ランキング最高位は38位まで到達した。
2023年8月からは2歳年上のチュン・ホンジャンとペアを組む。
11月のシド・モディ・インターナショナルでは、第1シードで世界ランク16位とかなり格上の古賀輝 / 齋藤太一を決勝で破り優勝した。